# سرناد عشق
سرناد عشق (انگلیسی: Love Serenade) فیلمی به کارگردانی شرلی برت است که در سال ۱۹۹۶ منتشر شد. از بازیگران آن می‌توان به میراندا اتو اشاره کرد. این فیلم برنده دوربین طلایی از جشنواره فیلم کن شده‌است.